# Adolfo López Mateos
Pour les articles homonymes, voir López et Mateos.
Adolfo López Mateos, né le 26 mai 1909 à Mexico (Mexique) et mort le 22 septembre 1969 dans la même ville, est un homme d'État mexicain, président de la République de 1958 à 1964,.
Selon des documents déclassifiés en 2017, Adolfo López Mateos est recruté par la CIA, avec laquelle il collabore sous le nom de code de LITENSOR.